# De Groenzoom
De Groenzoom is een natuur- en recreatiegebied van ongeveer 560 hectare, en is gelegen in de gemeenten Lansingerland en Pijnacker-Nootdorp in de Nederlandse provincie Zuid-Holland. In 2010 werd gestart met de herinrichting van het oorspronkelijke agrarisch gebied, en in 2016 werd het geopend.
Het gebied ligt tussen Pijnacker, Berkel en Rodenrijs en Zoetermeer-Rokkeveen. Als onderdeel van de ecologische verbindingszone Groenblauwe Slinger vormt het een waterrijk en groen gebied dat een verbinding vormt tussen Midden-Delfland en het Groene Hart.

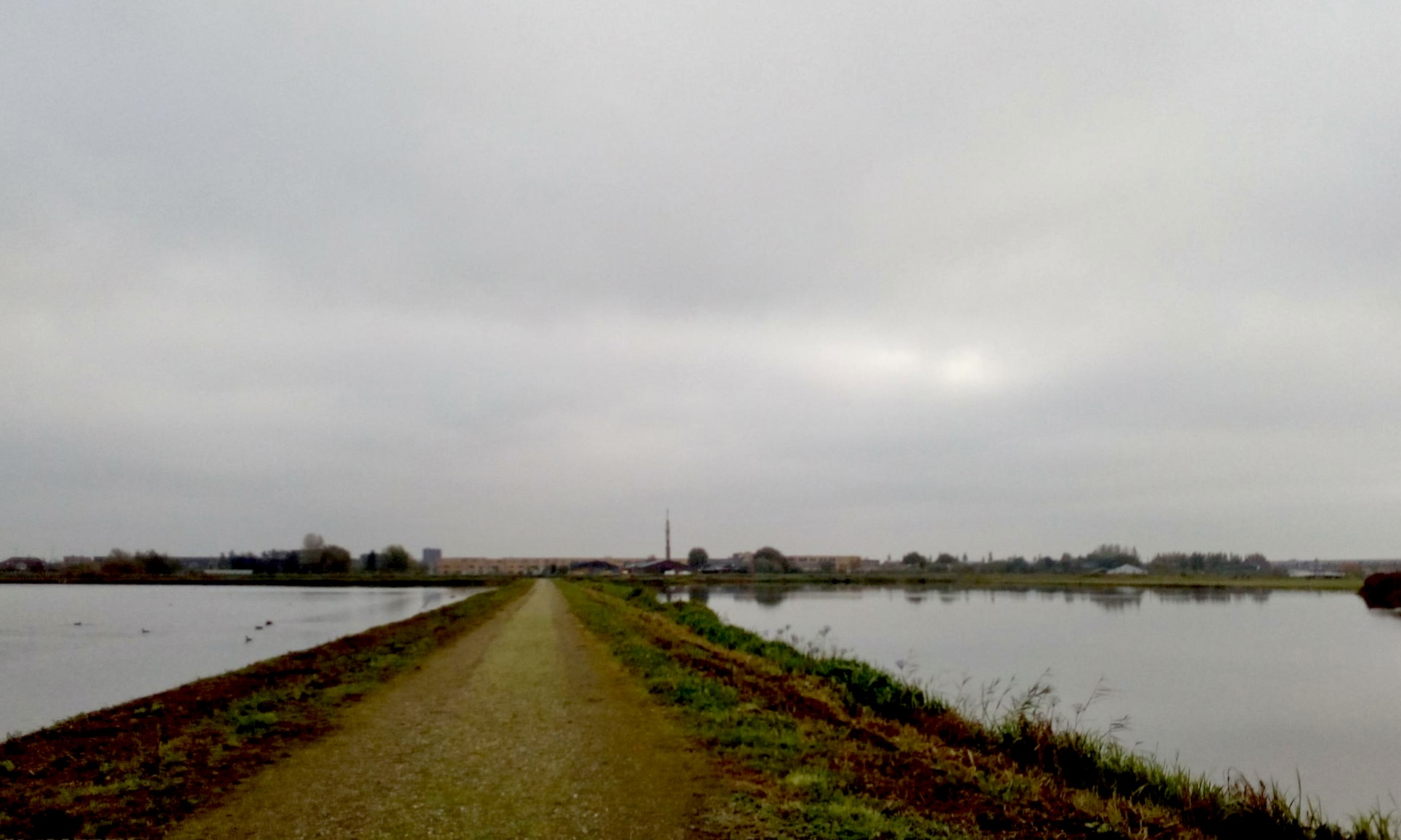
Wandelpad door nat gebied
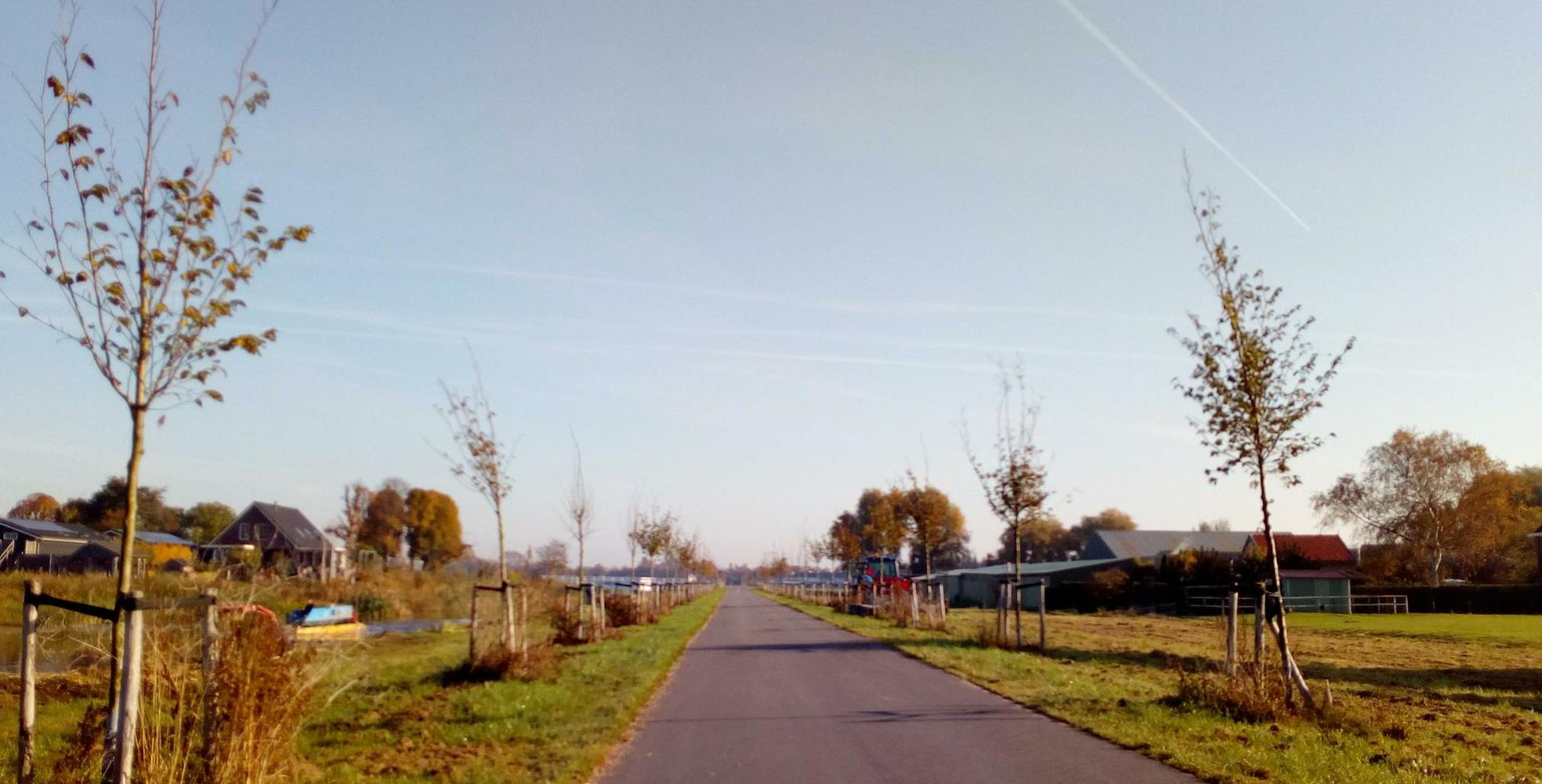
Fietspad